# Obock
Obock   este un oraș  în  partea de est a statului Djibouti,  centru administrativ al regiunii  Obock. Port la Golful Aden.